# ハリバドラ (ジャイナ教)
ハリバドラ（Haribhadra）は、8世紀のジャイナ教シュヴェーターンバラ派（白衣派）の僧侶、思想家。サンスクリットとプラークリットの両方で多数の論書、物語、注釈を著した。

## 生涯と著書
ハリバドラの生没年には議論があり、伝統的には529年没とされていたが、ヘルマン・ヤコービによってこの年代は根拠がないとされた。ハリバドラの作品の中に7世紀後半の著書が引用されていることなどから、現在は8世紀の人物と考えられている。なお、「ハリバドラ」という名のジャイナ教の著作家は多く、本記事で扱うハリバドラのほかに少なくとも8人いる。
チトラクータ（今のラージャスターン州チットールガル）のバラモンの出身で、伝説では尼僧ヤーキニーの導きでジャイナ教に帰依した。ハリバドラ自身の説明によると、ジナバドラとジナダッタの弟子だった。
ハリバドラはジャイナ教にかぎらず、広い範囲の哲学に関する著書があることで知られる。代表的な哲学書に六派哲学ほかの哲学をまとめた『シャッド・ダルシャナ・サムッチャヤ』(ṣaḍdarśanasamuccaya)がある。ほかにも多数の哲学書を書いている。また、5世紀の仏教論理学者であるディグナーガによる『因明入正理論』（ニヤーヤ・プラヴェーシャ）の注釈を書いた。
『ヨーガビンドゥ』『ヨーガ・ドリシュティサムッチャヤ』『ヨーガシャーストラ』はジャイナ教のヨーガの代表的書物である。
『ダルマビンドゥ』は僧侶と在家の両方の道徳をスートラ形式で述べている。
ハリバドラはジャイナ教の正典であるアーガマに対してサンスクリットで注釈を書いた最初の人物であり、ムーラスッタの『アーヴァッサヤ・ニッジュッティ』や『ダサヴェーヤーリヤ』に対する注釈が現存している。
プラークリットで書いた宗教的な物語に『サマラーイッチャ・カハー』（samarāicca-kahā）があり、散文と韻文の混在によって書かれている。